# Marginaal parenchym
Marginaal parenchym is de botanische term voor parenchym (vulweefsel) dat zich bij sommige boomsoorten rond de jaarringen in de stam bevindt. De term is in 1950 geïntroduceerd door R.W. Hess.
Marginaal parenchym is een vorm van axiaal parenchym. Het wordt onderverdeeld in:
- Initiaal parenchym: vulweefsel aan de binnenkant van de jaarring
- Terminaal parenchym: vulweefsel aan de buitenkant van de jaarring

Soms is in een boom slechts een van beide parenchymsoorten aanwezig, soms allebei. Gevallen van soorten met alleen initiaal parenchym zijn zeldzaam, hierdoor worden 'terminaal parenchym' en 'marginaal parenchym' soms als synoniemen gezien. Voorbeelden van bomen met alleen initiaal parenchym zijn de teakboom (Tectona grandis), Cedrela odorata,  en Terminalia tomentosa.
Het terminaal parenchym kan 1 tot 10 cellenlagen dik zijn. Een voorbeeld van een boom waarbij het terminaal parenchym slechts 1 cellenlaag dik is, is de grofgetande populier (Populus grandidentata). In het terminaal parenchym bevindt zich soms zetmeel, bijvoorbeeld in de suikeresdoorn (Acer saccharum). Mogelijk is dit een reserveopslag van energie voor de groei van blaadjes of bloesems.